# Polygala wattersii
Polygala wattersii là một loài thực vật có hoa trong họ Polygalaceae. Loài này được Hance miêu tả khoa học đầu tiên năm 1881.